# Manga (Tanzania)
Manga è una circoscrizione rurale (rural ward) della Tanzania situata nel distretto di Tarime, regione del Mara. Conta una popolazione di 7 249 abitanti (censimento 2012).